# 默夫尔
默夫尔（法語：Mœuvres，法語發音：[mœvʁ]）是法国上法蘭西大區北部省的一个市镇，属于康布雷区。

## 地理
默夫尔（50°9'49"N, 3°3'51"E）面积7.38 平方千米，位于法国上法蘭西大區北部省，该省份为法国最北部的省份及最长的省份，西北濒北海，西接加来海峡省，南至埃纳省和索姆省，东与比利时接壤。
与默夫尔接壤的市镇（或旧市镇、城区）包括：马基永、阿图瓦地区安希、桑莱马基永、布尔隆、布尔西、格兰库尔莱阿夫兰库尔。

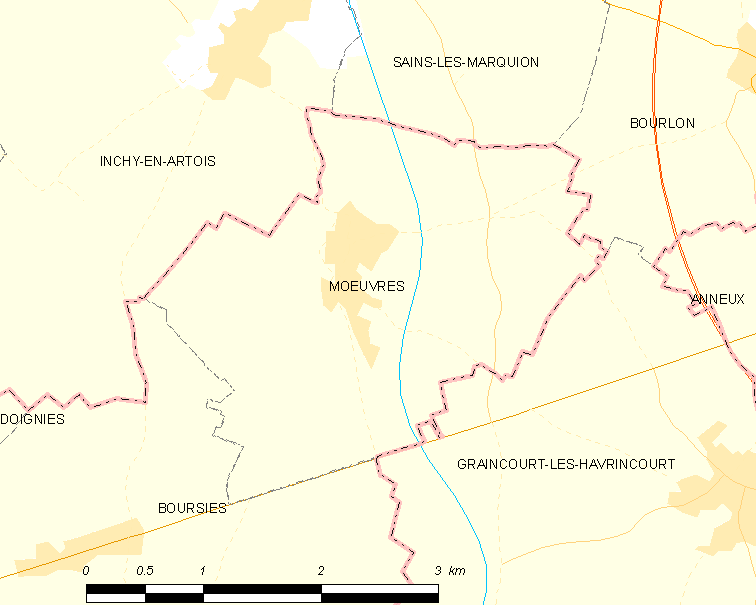
默夫尔的OSM定位图

默夫尔的时区为UTC+01:00、UTC+02:00（夏令时）。

## 行政
默夫尔的邮政编码为59400，INSEE市镇编码为59405。

## 政治
默夫尔所属的省级选区为康布雷县。

## 人口

1962-2008年间默夫尔人口变化图示

默夫尔于2022年1月1日时的人口数量为493人。